# Garcinia spicata
Garcinia spicata là một loài thực vật có hoa trong họ Bứa. Loài này được Hook.f. mô tả khoa học đầu tiên năm 1875.

## Hình ảnh

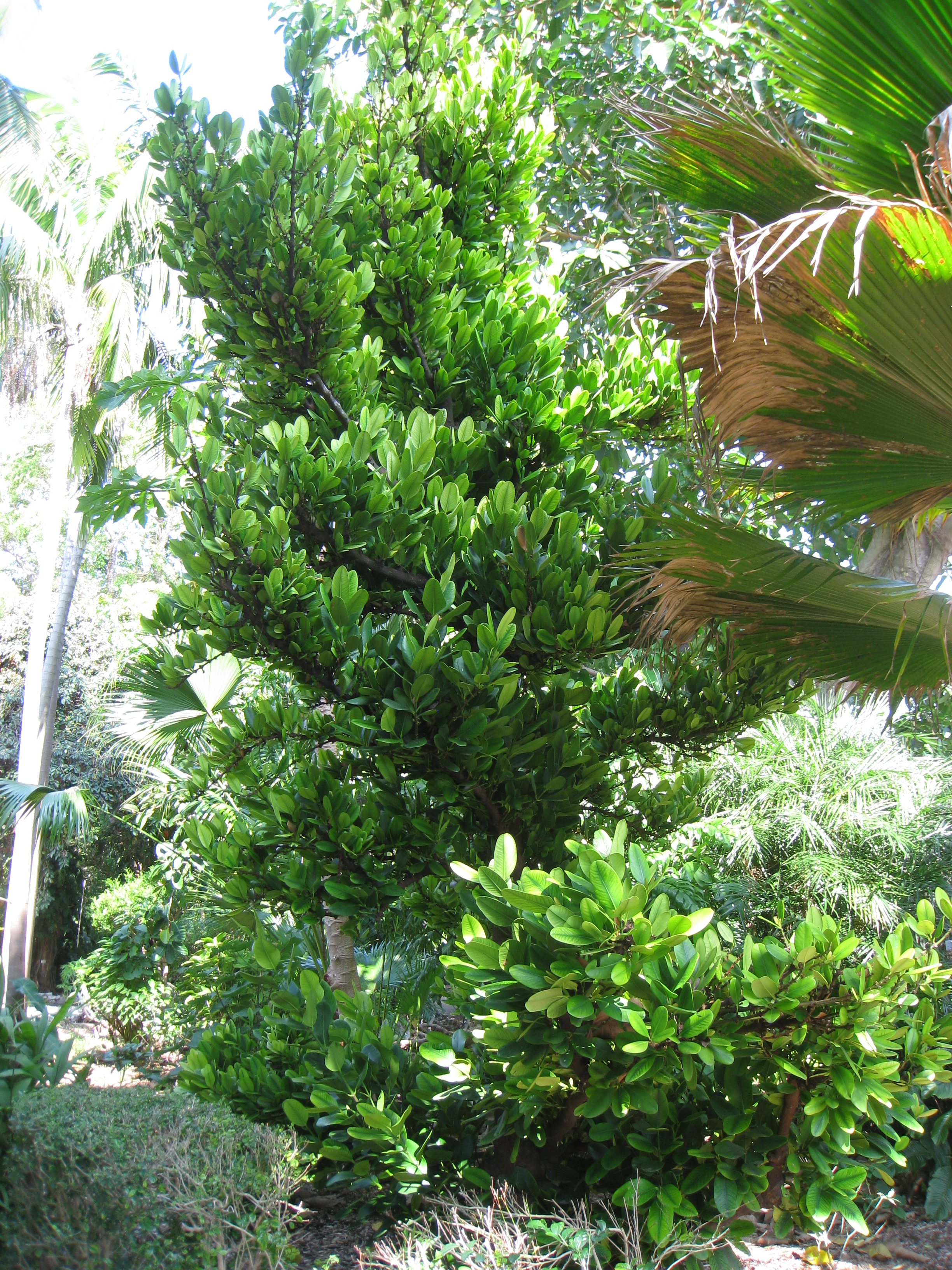